# Loeblichiidae
Loeblichiidae es una familia de foraminíferos bentónicos cuyos taxones se han incluido tradicionalmente en la superfamilia Fusulinoidea, del suborden Fusulinina y del orden Fusulinida. Su rango cronoestratigráfico abarca desde el Givetiense (Devónico medio) hasta el Moscoviense (Carbonífero superior).

## Discusión
Clasificaciones más recientes incluyen Loeblichiidae en la superfamilia Loeblichioidea, del suborden Endothyrina, del prden Endothyrida, de la subclase Fusulinana y de la clase Fusulinata.

## Clasificación
Loeblichiidae incluye a las siguientes subfamilias y géneros:
- Subfamilia Nanicellinae
  - Nanicella †
  - Rhenothyra †
- Subfamilia Loeblichiinae
  - Loeblichia †
  - Novella †
  - Seminovella †

Otras subfamilias consideradas en Loeblichiidae son:
- Subfamilia Dainellinae
  - Bessiella †, también considerado en la familia Endothyridae
  - Dainella †, también considerado en la subfamilia Endostaffellinae
  - Lysella †, también considerado en la subfamilia Endostaffellinae
  - Paradainella †, también considerado en la subfamilia Endostaffellinae
  - Paralysella †
  - Vissarionovella †, también considerado en la subfamilia Loeblichiinae
- Subfamilia Spinoendothyrinae
  - Elergella †, también considerado en la subfamilia Endostaffellinae
  - Inflatoendothyra †, también considerado en la subfamilia Endostaffellinae
  - Pseudochernyshinella †, también considerado en la subfamilia Endostaffellinae
  - Pseudoplanoendothyra †, también considerado en la subfamilia Endostaffellinae
  - Spinobrunsiina †, también considerado en la subfamilia Septabrunsiininae
  - Spinoendothyra †, también considerado en la subfamilia Endostaffellinae

Otros géneros considerados en Loeblichiidae son:
- Banffella † de la subfamilia Spinoendothyrinae, también considerado en la subfamilia Endothyrinae
- Bessiella † de la subfamilia Dainellinae, también considerado en la familia Endothyridae, y en la subfamilia Loeblichiinae
- Bozorgniella † de la subfamilia Dainellinae, considerado un homónimo posterior
- Florenella de la subfamilia Loeblichiinae, aceptado como Bessiella
- Urbanella † de la subfamilia Spinoendothyrinae, también considerado en la subfamilia Endostaffellinae